# Nesospingus speculiferus
Tangará-porto-riquenho ou saíra-porto-riquenha (Nesospingus speculiferus) é um pequeno pássaro endêmico do arquipélago de Porto Rico. É o único membro do gênero Nesospingus e da família Nesospingidae. Historicamente era considerado membro da família Thraupidae, mas estudos recentes indicam que essa classificação pode não ser a mais correta. O Nesospingus speculiferus é conhecido pelos habitantes locais como: "Llorosa", que significa "chorão".

## Distribuição e habitat
O habitat do Nesospingus speculiferus é restrito à florestas montahosas de média e alta altitude (300–1350 m) na ilha de Porto Rico. O animal habita, tipicamente, florestas subtropicais maduras e de segundo crescimento e florestas úmidas, bem como florestas subtropicais de baixa altitude. Grande parte de sua população está concentrada nos lados leste e oeste da cordilheira central de Porto Rico, com populações na Floresta Nacional El Yunque e na Floresta Estadual de Maricao. O desmatamento contribuiu para a fragmentação da população, que antes se estendia por toda a cordilheira central, mas agora está confinada às áreas preservadas e aos picos mais altos.